# Equazione di Gross-Pitaevskij
In meccanica statistica e in fisica della materia condensata, l'equazione di Gross-Pitaevskij (GPE, dal nome di Eugene P. Gross e Lev Petrovič Pitaevskij) descrive lo stato fondamentale di un sistema quantistico di bosoni identici, utilizzando l'approssimazione di Hartree-Fock e un modello di interazione a potenziale effettivo.

## Introduzione
Un condensato di Bose-Einstein (BEC) è un gas di bosoni che si trovano nello stesso stato quantistico e che quindi possono essere descritti dalla stessa funzione d'onda. Una particella quantistica libera è descritta da un'equazione di Schrödinger a particella singola. L'interazione tra le varie particelle in un gas reale è presa in considerazione da un'adeguata equazione di Schrödinger a molti corpi. Nell'approssimazione di Hartree-Fock, la funzione d'onda totale {\displaystyle \Psi } del sistema di {\displaystyle N} bosoni viene scomposta in un prodotto delle funzioni a singola particella {\displaystyle \psi } ,
{\displaystyle \Psi (\mathbf {r} _{1},\mathbf {r} _{2},\dots ,\mathbf {r} _{N})=\psi (\mathbf {r} _{1})\psi (\mathbf {r} _{2})\dots \psi (\mathbf {r} _{N})}
dove {\displaystyle \mathbf {r} _{i}} è la coordinata del {\displaystyle i}-esimo bosone. Se la distanza media tra le particelle in un gas è maggiore della lunghezza di scattering (cioè nel cosiddetto limite diluito), allora si può approssimare il vero potenziale di interazione che caratterizza questa equazione con un potenziale effettivo. A una temperatura sufficientemente bassa in cui la lunghezza d'onda di de Broglie è molto più lunga della scala dell'interazione bosone-bosone, il processo di scattering può essere ben approssimato dallo scattering a onda s (cioè {\displaystyle \ell =0} nella scomposizione in onde parziali, ovvero si considera solo il termine corrispondente al potenziale a sfera rigida). In tal caso, l'Hamiltoniana del modello effettivo del sistema può essere scritta come:
{\displaystyle H=\sum _{i=1}^{N}\left(-{\hbar ^{2} \over 2m}{\partial ^{2} \over \partial \mathbf {r} _{i}^{2}}+V(\mathbf {r} _{i})\right)+\sum _{i<j}{4\pi \hbar ^{2}a_{s} \over m}\delta (\mathbf {r} _{i}-\mathbf {r} _{j}),}
dove {\displaystyle m} è la massa del bosone, {\displaystyle V} è il potenziale esterno, {\displaystyle a_{s}} è la lunghezza di scattering a onda s bosone-bosone, e {\displaystyle \delta (\mathbf {r} )} è la funzione delta di Dirac. Il limite diluito permette anche di trascurare le interazioni fra terne (o più) di bosoni (che porterebbero a termini di non linearità superiore).
Il metodo variazionale mostra che se la funzione d'onda a particella singola soddisfa la seguente equazione di Gross-Pitaevskij:
{\displaystyle \left(-{\frac {\hbar ^{2}}{2m}}{\partial ^{2} \over \partial \mathbf {r} ^{2}}+V(\mathbf {r} )+{4\pi \hbar ^{2}a_{s} \over m}\vert \psi (\mathbf {r} )\vert ^{2}\right)\psi (\mathbf {r} )=\mu \psi (\mathbf {r} ),}
la funzione d'onda totale minimizza il valore di aspettazione del modello hamiltoniano con condizione di normalizzazione {\displaystyle \int dV|\Psi |^{2}=N.} Pertanto, tale funzione d'onda a particella singola descrive lo stato fondamentale del sistema.
La GPE è un modello di equazione per la funzione d'onda a particella singola nello stato fondamentale in un condensato di Bose-Einstein. È simile nella forma all'equazione di Ginzburg – Landau ed è un caso particolare di "equazione di Schrödinger non lineare".
La non linearità dell'equazione di Gross-Pitaevskii ha la sua origine nell'interazione tra le particelle: quando si pone a zero la costante di accoppiamento dell'interazione nell'equazione di Gross-Pitaevskij, si ritrova l'equazione di Schrödinger per una particelle singola all'interno di una buca di potenziale.
Tale equazione è in grado di riprodurre molti fenomeni associati ai superfluidi, ma si deve tenere presente che, a causa del limite diluito, non può essere considerata una descrizione fedele dell'elio-4 superfluido (che infatti non è un condensato di Bose-Einstein vero e proprio).

## Equazione
L'equazione ha la forma dell'equazione di Schrödinger con l'aggiunta di un termine di interazione. La costante di accoppiamento {\displaystyle g} è proporzionale alla lunghezza di scattering a onda s {\displaystyle a_{s}} di due bosoni interagenti:
{\displaystyle g={\frac {4\pi \hbar ^{2}a_{s}}{m}}} ,
dove {\displaystyle \hbar } è la costante di Planck ridotta e {\displaystyle m} è la massa del bosone. La densità di energia è
{\displaystyle {\mathcal {E}}={\frac {\hbar ^{2}}{2m}}\vert \nabla \Psi (\mathbf {r} )\vert ^{2}+V(\mathbf {r} )\vert \Psi (\mathbf {r} )\vert ^{2}+{\frac {1}{2}}g\vert \Psi (\mathbf {r} )\vert ^{4},}
dove {\displaystyle \Psi } è la funzione d'onda, o parametro d'ordine, e {\displaystyle V} è il potenziale esterno (ad esempio una trappola armonica). L'equazione di Gross-Pitaevskij indipendente dal tempo, per un numero conservato di particelle, è
{\displaystyle \mu \Psi (\mathbf {r} )=\left(-{\frac {\hbar ^{2}}{2m}}\nabla ^{2}+V(\mathbf {r} )+g\vert \Psi (\mathbf {r} )\vert ^{2}\right)\Psi (\mathbf {r} )}
dove {\displaystyle \mu } è il potenziale chimico. Il potenziale chimico si trova dalla condizione che il numero di particelle è correlato alla funzione d'onda da
{\displaystyle N=\int \vert \Psi (\mathbf {r} )\vert ^{2}\,d^{3}r.}
Dall'equazione di Gross-Pitaevskij indipendente dal tempo, possiamo trovare la forma di un condensato di Bose-Einstein in vari potenziali esterni (ad esempio una trappola armonica).
L'equazione di Gross-Pitaevskiij dipendente dal tempo è invece:
{\displaystyle i\hbar {\frac {\partial \Psi (\mathbf {r} ,t)}{\partial t}}=\left(-{\frac {\hbar ^{2}}{2m}}\nabla ^{2}+V(\mathbf {r} )+g\vert \Psi (\mathbf {r} ,t)\vert ^{2}\right)\Psi (\mathbf {r} ,t).}
Dall'equazione di Gross-Pitaevskij dipendente dal tempo possiamo invece studiare la dinamica del condensato di Bose-Einstein. È usata per trovare i moti collettivi di un gas intrappolato.

## Soluzioni
Poiché l'equazione di Gross-Pitaevskij è un'equazione alle derivate parziali non lineari, è difficile trovare soluzioni esatte. Di conseguenza, le soluzioni devono essere solitamente trovate mediante un gran numero di metodi di approssimazione.

### Soluzioni esatte

#### Particella libera
La soluzione esatta più semplice è la soluzione a particella libera, con {\displaystyle V(\mathbf {r} )=0} ,
{\displaystyle \Psi (\mathbf {r} )={\sqrt {\frac {N}{V}}}e^{i\mathbf {k} \cdot \mathbf {r} }.}
Questa soluzione è spesso chiamata soluzione di Hartree. Sebbene soddisfi l'equazione Gross-Pitaevskij, lascia un gap nello spettro di energia a causa dell'interazione:
{\displaystyle E(\mathbf {k} )=N\left[{\frac {\hbar ^{2}k^{2}}{2m}}+g{\frac {N}{2V}}\right].}
Secondo il teorema di Hugenholtz-Pines, un gas di Bose interagente non presenta una lacuna di energia (nel caso di interazioni repulsive).

#### Solitone
È possibile osservare solitoni unidimensionali in un condensato di Bose-Einstein e, a seconda che l'interazione sia attrattiva o repulsiva, si tratta di solitoni chiari o scuri. Entrambi i casi sono disturbi localizzati in una condensato avente una densità di base uniforme.
Se il BEC è repulsiva, ossia {\displaystyle g>0}, allora una possibile soluzione dell'equazione di Gross-Pitaevskij è,
{\displaystyle \psi (x)=\psi _{0}\tanh \left({\frac {x}{{\sqrt {2}}\xi }}\right)} ,
dove {\displaystyle \psi _{0}} è il valore della funzione d'onda del condensato a {\displaystyle x\rightarrow \pm \infty }, e {\displaystyle \xi =\hbar /{\sqrt {2mn_{0}g}}=1/{\sqrt {8\pi a_{s}n_{0}}}} è la lunghezza di coerenza (ovvero la lunghezza di guarigione, vedi sotto). Questa soluzione rappresenta un solitone scuro, poiché c'è un'assenza di condensato in uno spazio con densità diversa da zero. Il solitone scuro è anche un tipo di difetto topologico, in quanto {\displaystyle \psi } inverte i valori positivi e negativi attraverso l'origine, e ciò corrispondente a uno sfasamento di {\displaystyle \pi }.
Per {\displaystyle g<0}
{\displaystyle \psi (x,t)=\psi (0)e^{-i\mu t/\hbar }{\frac {1}{\cosh \left[{\sqrt {2m\vert \mu \vert /\hbar ^{2}}}x\right]}},}
dove si trova un potenziale chimico {\displaystyle \mu =g\vert \psi (0)\vert ^{2}/2}. Questa soluzione rappresenta un solitone chiaro, poiché c'è una concentrazione di condensato in uno spazio di densità zero.

### Lunghezza di guarigione
La lunghezza di guarigione può essere intesa come la scala di lunghezza in cui l'energia cinetica del bosone è uguale al potenziale chimico:
{\displaystyle {\frac {\hbar ^{2}}{2m\xi ^{2}}}=\mu =gn_{0}\,.}
La lunghezza di guarigione fornisce la distanza più breve su cui può variare la funzione d'onda; deve essere molto più piccola di qualsiasi scala di lunghezza nella soluzione della funzione d'onda a particella singola. La lunghezza di guarigione determina anche la dimensione dei vortici che possono formarsi; è la distanza sulla quale la funzione d'onda recupera da zero al centro del vortice al valore medio (da cui il nome lunghezza "guarigione").

### Soluzioni variazionali
Nei sistemi in cui una soluzione analitica esatta può non essere trovata, si può utilizzare un'approssimazione variazionale. L'idea di base è di definire un'ansatz variazionale per la funzione d'onda con parametri liberi, inserirla nell'energia libera e minimizzare l'energia rispetto ai parametri liberi dell'ansatz.

### Soluzioni numeriche
Diversi metodi numerici, come i metodi di Crank-Nicolson e quelli spettrali, sono stati utilizzati per risolvere la GPE. Esistono diversi programmi in Fortran e C per la sua soluzione nel caso di interazione di contatto e di interazione dipolare a lungo raggio.

### Approssimazione di Thomas – Fermi
Se il numero di particelle in un gas è molto grande, l'interazione interatomica diventa dominate e quindi il termine di energia cinetica può essere trascurato nell'equazione di Gross-Pitaevskij. Questa è chiamata approssimazione di Thomas-Fermi.
{\displaystyle \psi (x,t)={\sqrt {\frac {\mu -V(x)}{Ng}}}}
In una buca di potenziale armonica (dove l'energia potenziale è quadratica rispetto allo spostamento dal centro), si ottiene un profilo di densità comunemente indicato come "parabola invertita".

### Approssimazione di Bogoljubov
Il trattamento di Bogoljubov dell'equazione di Gross-Pitaevskii è un metodo che trova le eccitazioni elementari di un condensato di Bose-Einstein. A tal fine, la funzione d'onda del condensato è approssimata dalla somma della funzione d'onda di equilibrio {\displaystyle \psi _{0}={\sqrt {n}}e^{-i\mu t}} con una piccola perturbazione {\displaystyle \delta \psi } ,
{\displaystyle \psi =\psi _{0}+\delta \psi }.
Questa forma viene allora inserita nell'equazione di Gross-Pitaevskij dipendente dal tempo e nella sua complessa coniugata, che vengono linearizzate al primo ordine in {\displaystyle \delta \psi }
{\displaystyle i\hbar {\frac {\partial \delta \psi }{\partial t}}=-{\frac {\hbar ^{2}}{2m}}\nabla ^{2}\delta \psi +V\delta \psi +g(2|\psi _{0}|^{2}\delta \psi +\psi _{0}^{2}\delta \psi ^{*})}
{\displaystyle -i\hbar {\frac {\partial \delta \psi ^{*}}{\partial t}}=-{\frac {\hbar ^{2}}{2m}}\nabla ^{2}\delta \psi ^{*}+V\delta \psi ^{*}+g(2|\psi _{0}|^{2}\delta \psi ^{*}+(\psi _{0}^{*})^{2}\delta \psi )}
Ponendo {\displaystyle \delta \psi } come:
{\displaystyle \delta \psi =e^{-i\mu t}(u({\boldsymbol {r}})e^{-i\omega t}-v^{*}({\boldsymbol {r}})e^{i\omega t})}
si trovano le seguenti equazioni differenziali accoppiate per {\displaystyle u} e {\displaystyle v} considerando i termini con {\displaystyle e^{\pm i\omega t}} come componenti indipendenti
{\displaystyle \left(-{\frac {\hbar ^{2}}{2m}}\nabla ^{2}+V+2gn-\hbar \mu -\hbar \omega \right)u-gnv=0}
{\displaystyle \left(-{\frac {\hbar ^{2}}{2m}}\nabla ^{2}+V+2gn-\hbar \mu +\hbar \omega \right)v-gnu=0}
Per un sistema omogeneo, cioè per {\displaystyle V({\boldsymbol {r}})=const.}, si può ottenere {\displaystyle V=\hbar \mu -gn} dall'equazione all'ordine zero. Quindi assumendo che {\displaystyle u} e {\displaystyle v} siano onde piane con quantità di moto {\displaystyle {\boldsymbol {q}}}, si arriva allo spettro energetico
{\displaystyle \hbar \omega =\epsilon _{\boldsymbol {q}}={\sqrt {{\frac {\hbar ^{2}|{\boldsymbol {q}}|^{2}}{2m}}\left({\frac {\hbar ^{2}|{\boldsymbol {q}}|^{2}}{2m}}+2gn\right)}}}
Per grandi {\displaystyle {\boldsymbol {q}}}, la relazione di dispersione è quadratica in {\displaystyle {\boldsymbol {q}}} come ci si aspetterebbe nel caso di eccitazioni di singole particelle non interagenti. Per i piccoli {\displaystyle {\boldsymbol {q}}}, la relazione di dispersione è invece lineare
{\displaystyle \epsilon _{\boldsymbol {q}}=s\hbar q}
con {\displaystyle s={\sqrt {ng/m}}}  la velocità del suono nella condensato, noto anche come secondo suono. Il fatto che {\displaystyle \epsilon _{\boldsymbol {q}}/(\hbar q)>s} mostra, secondo il criterio di Landau, che il condensato è un superfluido, il che significa che se un oggetto viene spostato nel condensato a una velocità inferiore a s, non sarà energeticamente favorito a produrre eccitazioni, e quindi l'oggetto si muoverà senza dissipazione, che è la caratteristica fondamentale dei superfluidi. Sono stati condotti esperimenti per dimostrare questa superfluidità del condensato, utilizzando un laser blu altamente focalizzato. La stessa relazione di dispersione si trova quando il condensato è descritta da un approccio microscopico utilizzando il formalismo della seconda quantizzazione.

### Superfluido nel potenziale elicoidale rotante

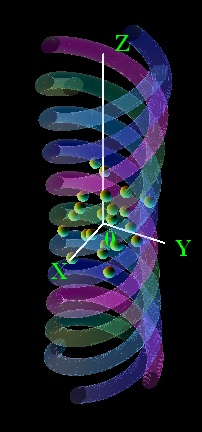
Trappola a vortice a dipolo con carica topologica ottenuta da un insieme di atomi ultrafreddi.

La buca di potenziale ottica {\displaystyle V_{\rm {twist}}(\mathbf {r} ,t)=V_{\rm {twist}}(z,r,\theta ,t)} potrebbe essere formato da due vortici ottici contropropaganti con lunghezze d'onda {\displaystyle \lambda _{\pm }=2\pi c/\omega _{\pm }}, larghezza effettiva {\displaystyle D} e carica topologica {\displaystyle \ell }:
{\displaystyle {E_{\pm }}(\mathbf {r} ,t)\sim \exp \left(-{\frac {r^{2}}{2D^{2}}}\right)r^{|\ell |}\exp(-i\omega _{\pm }t\pm ik_{\pm }z+i\ell \theta ),}
dove {\displaystyle \delta \omega =(\omega _{+}-\omega _{-})}. Nel sistema di coordinate cilindriche {\displaystyle (z,r,\theta )} la buca di potenziale ha una'interessante geometria a doppia elica:
{\displaystyle V_{\rm {twist}}(\mathbf {r} ,t)\sim V_{0}\exp \left(-{\frac {r^{2}}{D^{2}}}\right)r^{2|\ell |}\left(1+\cos[\delta \omega t+(k_{+}+k_{-})z+2\ell \theta ]\right),}
In un sistema di riferimento rotante con velocità angolare {\displaystyle \Omega =\delta \omega /2\ell }, l'equazione di Gross-Pitaevskij dipendente dal tempo con potenziale elicoidale è la seguente:
{\displaystyle i\hbar {\frac {\partial \Psi (\mathbf {r} ,t)}{\partial t}}=\left(-{\frac {\hbar ^{2}}{2m}}\nabla ^{2}+V_{\rm {twist}}(\mathbf {r} )+g\vert \Psi (\mathbf {r} ,t)\vert ^{2}-\Omega {\hat {L}}\right)\Psi (\mathbf {r} ,t),}
dove {\displaystyle {\hat {L}}=-i\hbar {\frac {\partial }{\partial \theta }}} è l'operatore del momento angolare. La soluzione per la funzione d'onda del condensato {\displaystyle \Psi (\mathbf {r} ,t)} è una sovrapposizione di due vortici materia-onda coniugati in fase:
{\displaystyle \Psi (\mathbf {r} ,t)\sim \exp \left(-{\frac {r^{2}}{2D^{2}}}\right)r^{|\ell |}\times }
{\displaystyle \left(\exp(-i\omega _{+}t+ik_{+}z+i\ell \theta )+\exp(-i\omega _{-}t-ik_{-}z-i\ell \theta )\right).}
La quantità di moto osservabile macroscopicamente del condensato è:
{\displaystyle \langle \Psi \vert {\hat {P}}\vert \Psi \rangle =N_{\rm {at}}\hbar (k_{+}-k_{-}),}
dove {\displaystyle N_{\rm {at}}} è il numero di atomi nel condensato. Ciò significa che l'insieme di atomi si muove in modo coerente lungo l'asse {\displaystyle z} con velocità di gruppo (la cui direzione è definita dai segni della carica topologica {\displaystyle \ell } e della velocità angolare {\displaystyle \Omega }):
{\displaystyle V_{z}={\frac {2\Omega \ell }{(k_{+}+k_{-})}}}
Il momento angolare del condensato intrappolato in modo elicoidale è esattamente zero:
{\displaystyle \langle \Psi \vert {\hat {L}}\vert \Psi \rangle =N_{\rm {at}}[\ell \hbar -\ell \hbar ]=0.}
La modellizzazione numerica dell'insieme di atomi freddi nel potenziale a spirale ha mostrato il confinamento delle singole traiettorie atomiche all'interno della buca di potenziale elicoidale.